# Modell (tudomány)
A modell egy a tudományos kutatásban használt fogalom, amely a nagyon pontosan (tehát a matematika nyelvén) megfogalmazott hipotéziseket és hipotézis-rendszereket (összetett hipotéziseket) jelenti. Az egyazon jelenség vizsgálata céljából bevezetett alternatív hipotézisek együttesét hipotéziának, a hipotéziának megfelelő modellek együttesét modell-családnak tekintjük.
A modellezés során a valóság egy meghatározott szeletéből kiemeljük a számunkra adott szituációban fontos, ismert vagy feltételezett elemeket és azokat hipotézisünknek megfelelően kapcsolatba hozzuk egymással. Az így elkészített modellt tesztelnünk kell. Ha a modell úgy viselkedik, ahogyan a modellezni kívánt rendszer vagy objektum, (tehát predikciói egybevágnak a közvetlen tapasztalatokkal) akkor azt mondhatjuk, hogy a modell jó (céljának megfelelő keretek között használható), ha eltér attól akkor a modellt tovább kell fejleszteni vagy el kell vetni. A modellnek a valós tapasztalatokkal való összevetését a modell tesztelésének (validálásának esetleg verifikálásának) nevezzük. Az emberi gondolkodás lényegét, működését szintén tágabb értelemben vett modellezésnek tekintik.
A modell
- célja szerint lehet taktikai (prediktív) vagy stratégiai (demonstratív).
- felépítése szerint: szimulációs vagy leíró (deskriptív).
- tér-idő szemlélete szerint: diszkrét vagy folytonos.
- folyamatszemlélete szerint: determinisztikus vagy sztochasztikus

## Modelltípusok
- Taktikai modellről beszélünk akkor, ha a modellezés célja valamilyen gyakorlati jellegű probléma megoldása kapcsán predikciók (megalapozott jóslatok, prognózisok, előrejelzések) készítése.
- Stratégiai modellről akkor van szó, ha a modell célja valamilyen jelenség összefüggéseinek demonstrációja, tudományos kutatási vagy oktatási esetleg álláspontkifejtési célból.
- Szimulációs modell az a modelltípus, amely a vizsgált jelenséghez hasonló viselkedés mutatására képes, vagyis amikor a modell viselkedési elemei és a valóságos rendszer viselkedési elemei között egyértelmű kapcsolat teremthető. A szimulációs modell tehát nevének megfelelően szimulálja a rendszert.
- Leíró modell, amely valamilyen összefüggést matematikai formában fejez ki, a jelenséget bemutatja, de nem szimulálja. Például egy regressziós egyenes vagy görbe.
- Diszkrét modell, amely diszkrét skálán dolgozik, tehát a térbeli vagy időbeli felbontása nem a valós számok halmazán, hanem csak természetes számokra van értelmezve. Például évenként, naponként, óránként ad kimenetet.
- Folytonos modell, amely változóit a teljes számegyenesen (valós számok halmazán) értelmezi.
- Vegyes - egészértékű modell amelynek egészértékű (diszkrét) és folytonos változói is vannak
- Determinisztikus modellről akkor beszélünk, ha a modell meghatározott bemeneti adatokra pontosan meghatározott (determinált) konkrét számokat ad eredményül. A determinisztikus modellben a beállított paraméterek és bemeneti adatok egyértelműen meghatározzák a modell kimenetét.
- Sztochasztikus modell, az előzővel ellentétben, amelynek kimenete nem konkrét szám, hanem valamilyen gyakorisági eloszlás. Sztochasztikus modelleket fejlesztünk például olyan esetekben, amikor a vizsgált folyamatban a véletlen szerepét is figyelembe szeretnénk venni. A sztochasztikus modellek közül a szimulációs modelleket tágabb értelemben Monte Carlo modelleknek, vagy Monte Carlo szimulációknak is nevezzük.

A fentiek közül több különböző típusú részmodellt tartalmazhatnak, az úgynevezett nagyrendszer-modellek, mint például a Globális Légköri Cirkulációs Modellek (GCM-ek), vagy a biomatematikai és bioinformatikai eszközökkel fejlesztett ökoszisztéma modellek, amelyek környezeti információs rendszerek fontos részét jelentik.

## Fizikában használt modellek
- tömegpont: halad
- tömegpont-rendszer: halad, forog
- merev test: halad, forog
- deformálható test: halad, forog, deformálódik
- áramló folyadék/gáz: áramlik

Más megfogalmazásban: modellobjektum, vagy modelljelenség